# Die Grünen (Østrig)
Die Grünen ((dansk) De Grønne) eller Die Grünen – Die Grüne Alternative er et politisk parti i det østrigske parlament.
Partiet blev formet i 1986 med navnet Grüne Alternative, og blev efterfølgende sluttet sammen med det mere konservative grønne parti Vereinte Grüne Österreichs (Østrigs forenede grønne VGÖ, grundlagt 1982) og det mere progressive parti Alternative Liste Österreichs (Østrigs Alternative Liste ALÖ, grundlagt 1982). Siden 1993 har partiet gået under det officielle navn Die Grünen – Die Grüne Alternative. Der er stadig forskelle indenfor partiet i henhold til de gamle partiformationer, hvilket kommer til kende i forskelligheder i holdninger mellem delstatspartierne og det nationale.
Ud over økologiske sager så som beskyttelse af miljøet kæmper de grønne også for minoriteters rettigheder og går ind for en socio-økologisk (ökosozial) skattereform. Deres kerneværdier er ifølge deres partiprogram fra 2001: "direkte demokrati, ikke-vold, økologi, solidaritet, feminisme (betydende promotionen af kvinders bemyndigelse) og selvbestemmelse" . Hovedparten af de grønnes mærkesager henvender sig til en yngre, bybefolkning af højere uddannelse.
Partiet er medlem af De Europæiske Grønne.